# Frédéric-Louis Koby
Frédéric-Louis Koby (* 2. Oktober 1852 in Delsberg; † 6. April 1930 in Pruntrut) war ein Schweizer Paläontologe und Geologe.

## Leben und Wirken
Koby besuchte das Collège in Delsberg und war Buchhalter in einem Anwaltsbüro, bevor er ab 1872 Naturwissenschaften an der ETH Zürich studierte mit dem Ziel, Lehrer zu werden. 1875 wurde er Lehrer an einer Kantonsschule und 1890 Rektor der Kantonsschule in Pruntrut und Leiter von deren botanischem Garten. 1922 ging er in den Ruhestand.
Er befasste sich mit fossilen Korallen aus dem Jura und der Kreide der Schweiz. Ausser in der Schweiz sammelte er auch in Russland, Frankreich und Portugal. Er betätigte sich auch als Höhlenforscher (Grotte de Milandre) und war mit der Frage befasst, ob in der Umgebung von Cornol (wie manche aufgrund von Pflanzenfossilien im Keuper vermuteten) und allgemein im Schweizer Jura Kohle vorhanden sei. Dazu erfolgten mehrere Bohrungen.
Von 1890 bis 1892 war er Präsident der Société jurassienne d’émulation. Er war Ehrenmitglied der Berner Naturforschenden Gesellschaft und Ehrendoktor der Universität Basel (1888). Er war Mitglied der Moskauer Gesellschaft der Naturforscher, der Akademie der Wissenschaften in Lissabon und der Naturforschenden Gesellschaften in Basel und Bern.

## Schriften (Auswahl)
- Monographie des Polypiers jurassiques de la Suisse. In: Mémoires de la Société paléontologique suisse. Band 7–16, 1880–1889, Supplement 1894.
- Etude stratigraphique des couches rauraciennes supérieures du Jura bernois. In: Mémoires de la Société paléontologique suisse. Band 19, 1892, S. 374–413.
- Monographie des Polypiers crétacés de la Suisse. In: Mémoires de la Société paléontologique suisse. Band 22–24, 1895–1897.